# Spodoptera exigua
Spodoptera exigua, auch als Zuckerrübeneule oder Knöterich-Seidenglanzeule bezeichnet,  ist ein Schmetterling (Nachtfalter) aus der Familie der Eulenfalter (Noctuidae).

## Merkmale

### Falter
Die Flügelspannweite der Falter beträgt 26 bis 33 Millimeter. Arttypisch sind die sehr schmalen Vorderflügel, die in der Färbung von gelbbraun bis zu graubraun variieren. Nieren- und insbesondere Ringmakel sind meist rötlich gefüllt. Die Querlinien sind doppelt ausgeführt, aber meist undeutlich ausgebildet. Auch die Wellenlinie ist nur undeutlich zu erkennen. Am Saum befinden sich einige schwarze Punkte. Sehr auffällig sind die glänzend weiß gefärbten und irisierenden Hinterflügel sowie die markanten braunen Adern.

### Ei
Das Ei ist gerundet, an beiden Polen abgeflacht und mit kräftigen Längsrippen versehen.

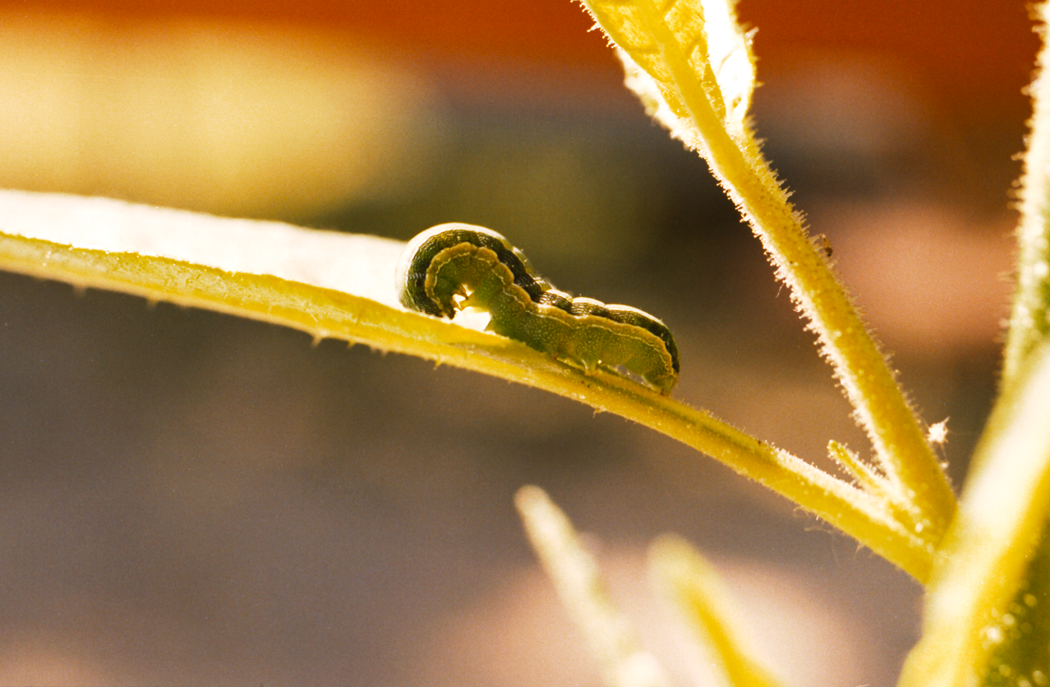
Raupe von Spodoptera exigua

### Raupe
Erwachsene Raupen zeigen entweder eine grünliche oder eine graubraune Grundfärbung und eine hellere Bauchseite. Die Rückenlinie ist dunkelbraun und unterbrochen, während die breiten Seitenstreifen hell ockergelb schimmern.

### Puppe
Die gelbbraune Puppe ist durch mehrere kurze Spitzen am stumpfen Kremaster gekennzeichnet.

## Geographische Verbreitung und Lebensraum
Spodoptera exigua kommt weltweit, vorzugsweise jedoch in tropischen und subtropischen Regionen vor. In Europa ist sie in wärmeren Zonen des Mittelmeerraums bodenständig und fliegt in die nördlicheren Gebiete als Wanderfalter ein. Die Tiere sind hauptsächlich in den Anbaugebieten verschiedenster Kulturpflanzen anzutreffen.

## Lebensweise
Die nachtaktiven Falter fliegen gerne künstliche Lichtquellen sowie auch angelegte Köder an. Die Eier werden in kleinen Gelegen, bedeckt mit Haarwolle aus dem analen Haarbüschel der Weibchen, abgelegt. Oftmals werden die Raupen nach Mitteleuropa mit Gemüse oder Obst eingeschleppt. Sie ernähren sich außerordentlich polyphag von vielen Kulturpflanzen, beispielsweise von Paprika, Kohl, Bohne, Kartoffel, Zwiebel, Tomate, Luzerne, Mais, Baumwolle, Zitrone, Zuckerrübe, Spargel oder Weinrebe und können in Plantagen auch schädlich werden. Zuweilen wurden sie auch an Vogelknöterich- (Polygonum) oder Windenarten (Convolvulus) gefunden.  Zur Abwehr von Feinden, z. B. von Ameisen (Formicidae) werden diese von den Raupen mit einem Oralsekret aus den Mundwerkzeugen besprüht, das Tenside enthält.  Es gibt Versuche, um mit Hilfe von Pheromonen eine Kontrolle gegen eine massenhafte Vermehrung auszuüben. In den Subtropen leben Falter und Raupen das gesamte Jahr über in ununterbrochener Generationsfolge. In Mitteleuropa gefundene Falter gelten als Zuwanderer, sofern sie im Frühjahr auftreten. Späte Falter können sich auch als Nachkommen von im Frühsommer eingewanderten Tieren entwickelt haben. Strenge Winter können die Raupen nicht überstehen und gehen zugrunde.

## Gefährdung
Spodoptera exigua fliegt nach Deutschland jahrweise in unterschiedlicher Häufigkeit ein und wird auf der Roten Liste gefährdeter Arten als Irrgast bzw. Wanderfalter eingestuft.